# أغوستين إنريكي هيريرا
أغوستين إنريكي هيريرا (بالإسبانية: Agustín Herrera)‏ (22 مارس 1985 في المكسيك - ) هو لاعب كرة قدم مكسيكي في مركز الهجوم. لعب مع سانتوس لاغونا وتيبورونيس روخوس دي فيراكروز ونادي كوميونيكيشنس وVenados F.C. ‏ وطوروس نيزا وAntigua GFC ‏ وDeportivo Coatepeque ‏.

## وصلات خارجية
- أغوستين إنريكي هيريرا على موقع قاعدة بيانات كرة القدم.إي يو (الإنجليزية)
- أغوستين إنريكي هيريرا على موقع Soccerway.com (الإنجليزية)